# 기타에촌
기타에촌(일본어: 北江村)은 일본 오사카부 나카카와치군에 있던 촌이다. 현재의 히가시오사카시에 해당한다.

## 역사
- 1889년 4월 1일 - 정촌제 시행에 의해 와카에군 기타에촌이 성립하였다.
- 1896년 4월 1일 - 군 통합에 의해 나카카와치군이 성립하였다.
- 1931년 4월 1일 - 히가시로쿠고촌, 니시로쿠고촌과 합병해 다테쓰촌이 성립하여, 동일 기타에촌은 폐지되었다.

## 교통

### 철도
- 철도성
  - 가타마치선

## 참고문헌
- 角川日本地名大辞典 30 和歌山県